# Архиепархия Милуоки

Герб архиепархии Милуоки

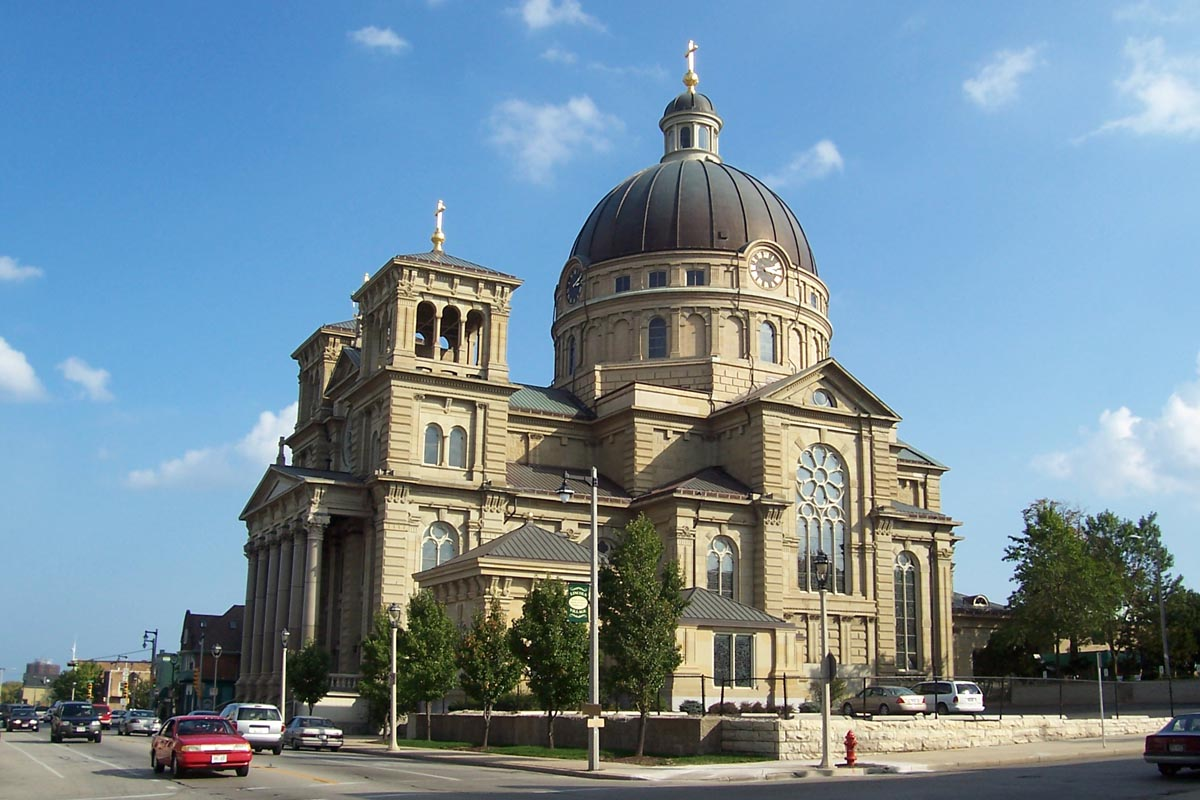
Базилика святого Иосафата (Милуоки)

Архиепархия Милуоки (лат. Archidioecesis Milvauchiensis) — архиепархия Римско-Католической церкви с центром в городе Милуоки, штат Висконсин, США. В митрополию Милуоки входят епархии Грин-Бея, Ла-Кросса, Мадисона и Сьюпириора. Кафедральным собором архиепархии Милуоки является Собор святого Иоанна Евангелиста. В Милуоки также находятся Базилика Пресвятой Девы Марии Помощницы христиан и Базилика святого Иосафата.

## История
28 ноября 1843 года Святой Престол учредил епархию Милуоки, выделив её из епархии Детройта. 19 июля 1850 года епархия Милуоки передала часть своей территории новой епархии Сент-Пола. 3 марта 1868 года епархия Милуоки передала часть своей терриотории новым епархиям Грин-Бея и Ла-Кросса.
12 февраля 1875 года епархия Милуоки была возведена в ранг архиепархии.
22 декабря 1945 года архиепархия Милуоки передала часть своей территории новой епархии Мадисона.

## Ординарии епархии
- архиепископ Джон Мартин Хенни[англ.] (28.11.1843 — 07.09.1881)
- архиепископ Михаэль Хайсс[англ.] (07.09.1881 — 26.03.1890)
- архиепископ Фредерик Франциск Ксавье Катцер[англ.] (30.01.1891 — 20.07.1903)
- архиепископ Себастьян Гебхард Мессмер[англ.] (28.11.1903 — 04.08.1930)
- архиепископ Сэмюэль Альфонс Стритч (26.08.1930 — 27.12.1939) — назначен архиепископом Чикаго, кардинал с 1946
- архиепископ Мозес Элиас Кили[англ.] (01.01.1940 — 15.04.1953)
- архиепископ Альберт Грегори Майер (21.07.1953 — 19.09.1958) — назначен архиепископом Чикаго, кардинал с 1959
- архиепископ Уильям Эдвард Каузинс[англ.] (18.12.1958 — 17.09.1977)
- архиепископ Ремберт Джордж Сэмюэль Уикленд[англ.] (20.09.1977 — 24.05.2002)
- архиепископ Тимоти Майкл Долан (25.06.2002 — 23.02.2009) — назначен архиепископом Нью-Йорка, кардинал с 2012
  - апостольский администратор епископ Уильям Патрик Каллахан[англ.] (23.02. — 14.11.2009)
- архиепископ Джером Эдвард Листецки[англ.] (14.11.2009 — 04.11.2024)
- архиепископ Джеффри Скотт Гроуб[англ.] (с 04.11.2024)

## Источник
- Annuario Pontificio, Libreria Editrice Vaticana, Città del Vaticano, 2003, ISBN 88-209-7422-3.